# Campeonato Africano de Atletismo Sub-20 de 2017
A 13ª edição do Campeonato Africano de Atletismo Sub-20 foi organizado pela Confederação Africana de Atletismo no período de 29 de junho a 2 de julho de 2017, no Estádio Lalla Setti em Tremecém na Argélia. A competição foi composta por atletas menores de 19 anos, classificados como Júnior ou Sub-20, sendo a primeira edição sob nova denominação. Foram disputadas 43 provas distribuídas entre masculino e feminino, tendo como destaque a Etiópia com 38 medalhas, 13 de ouro. 

## Medalhistas

### Masculino
| Evento                   | Ouro                                                                                         | Ouro     | Prata                                                                   | Prata    | Bronze                                                                                      | Bronze   |
| ------------------------ | -------------------------------------------------------------------------------------------- | -------- | ----------------------------------------------------------------------- | -------- | ------------------------------------------------------------------------------------------- | -------- |
| 100 metros               | Thembo Monareng (RSA)                                                                        | 10.41    | Tinotenda Matiyenga (ZIM)                                               | 10.50    | Sharry Dodin (SEY)                                                                          | 10.58    |
| 200 metros               | Clarence Munyai (RSA)                                                                        | 20.22    | Kundai Maguranyanga (ZIM)                                               | 21.11    | Tinotenda Matiyenga (ZIM)                                                                   | 21.14    |
| 400 metros               | Wogen Tucho (ETH)                                                                            | 47.65    | Tumo Nkape (BOT)                                                        | 47.83    | Efrem Mekonen (ETH)                                                                         | 48.87    |
| 800 metros               | Solomon Lekuta (KEN)                                                                         | 1:48.04  | Taddesse Lemi (ETH)                                                     | 1:48.76  | Adisu Girma (ETH)                                                                           | 1:49.15  |
| 1 500 metros             | Welde Tufa (ETH)                                                                             | 3:44.39  | Kiprugut Boaz (KEN)                                                     | 3:44.78  | Weretaw Esthete (ETH)                                                                       | 3:45.56  |
| 5 000 metros             | Selemon Barega (ETH)                                                                         | 13:51.43 | Tesfahun Aklnew (ETH)                                                   | 13:52.91 | Nicholas Kipkorir Kimeli (KEN)                                                              | 13:54.24 |
| 10 000 metros            | Nicholas Kipkorir Kimeli (KEN)                                                               | 29:52.15 | Gizachew Hailu (ETH)                                                    | 29:52.20 | Taddesse Tesfahu (ETH)                                                                      | 30:13.95 |
| 110 metros barreiras     | Mpho Tladi (RSA)                                                                             | 13.78    | Luis François Mendy (SEN)                                               | 14.24    | Ibrahim Jemal (ETH)                                                                         | 14.27    |
| 400 metros barreiras     | Merid Alemu (ETH)                                                                            | 53.51    | Oussama Hammi (MAR)                                                     | 54.50    | Mooketsi Montshiwa (BOT)                                                                    | 55.03    |
| 3 000 metros obstáculos  | Takele Nigate (ETH)                                                                          | 8:31.36  | Tesfaye Deriba (ETH)                                                    | 8:33.67  | Nickson Kiplagat (KEN)                                                                      | 8:42.15  |
| Revezamento 4×100 metros | Zimbabwe · Dickson Kapandura · Tinotenda Matiyenga · Donovan Mutariswa · Kundai Maguranyanga | 40.64    | Gâmbia · Ansumana Bojang · Momodou Sey · Sengan Jobe · Sulayman Touray  | 41.07    | Argélia · Mohamed Mahdi Zekraoui · Islam Boukhatem · Islam Zaoui · Mehdi Ani Nait Abdelaziz | 41.34    |
| Revezamento 4×400 metros | Etiópia · Efrem Mekonen · Wogen Tucho · Ashanafi Debele · Abdurehman Abdo                    | 3:11.89  | Botswana · Lee Eppie · Tshepico Masalela · Onneile Phokedi · Tumo Nkape | 3:16.64  | Marrocos · Hamimi Ossama · Hicham Akankam · Anouar El Aoufi · Achraf El Maliky              | 3:18.08  |
| 10 km marcha             | Yonanis Algaw (ETH)                                                                          | 44:43.47 | Bahaeddine Gatri (TUN)                                                  | 44:43.47 | Saïd Touche (ALG)                                                                           | 45:37.41 |
| Salto em altura          | Fadi Chehab (TUN)                                                                            | 2.00 m   | Aobakwe Nikobela (BOT)                                                  | 1.90 m   | David Deng (ETH)                                                                            | 1.90 m   |
| Salto à vara             | Reda Boudechiche (ALG)                                                                       | 4.30 m   | Youcef Oucheni (ALG)                                                    | 4.00 m   | Abdelrahman Sassi (TUN)                                                                     | 3.20 m   |
| Salto em comprimento     | Soufiane Zakour (MAR)                                                                        | 7.36 m   | Mouhcine Khoua (MAR)                                                    | 7.33 m   | Aaron Pedro (RSA)                                                                           | 7.10 m   |
| Triplo salto             | Chengetayi Mapaya (ZIM)                                                                      | 16.30 m  | Adir Gur (ETH)                                                          | 15.65 m  | Soufiane Zakour (MAR)                                                                       | 15.13 m  |
| Arremesso de peso        | Kayle Blignaut (RSA)                                                                         | 20.08 m  | Patrick Duvenage (RSA)                                                  | 18.31 m  | Zegye Moga (ETH)                                                                            | 17.02 m  |
| Lançamento de disco      | Patrick Duvenage (RSA)                                                                       | 59.46 m  | Werner Visser (RSA)                                                     | 58.70 m  | Mohamed Chachi (MAR)                                                                        | 50.61 m  |
| Lançamento de martelo    | Carel Haasbroek (RSA)                                                                        | 68.91 m  | Sid Ali Aboudi (ALG)                                                    | 59.65 m  | Oualid Araba (MAR)                                                                          | 56.53 m  |
| Lançamento de dardo      | Werner Dames (RSA)                                                                           | 72.75 m  | Hernu van Vuuren (RSA)                                                  | 72.74 m  | Kereyu Gulala (ETH)                                                                         | 68.49 m  |
| Decatlo                  | Tarek Rahmani (TUN)                                                                          | 5770 pts | Wassim Seksaf (ALG)                                                     | 5709 pts | Hakim Mekerri (ALG)                                                                         | 5129 pts |

### Feminino
| Evento                   | Ouro                                                                                   | Ouro        | Prata                                                                                  | Prata    | Bronze                       | Bronze                |
| ------------------------ | -------------------------------------------------------------------------------------- | ----------- | -------------------------------------------------------------------------------------- | -------- | ---------------------------- | --------------------- |
| 100 metros               | Mgbemena Kelechi Cabri (ZIM)                                                           | 12.08       | Severine Moutia (MRI)                                                                  | 12.44    | Abissie Kebede (ETH)         | 12.45                 |
| 200 metros               | Ola Buwaro (GAM)                                                                       | 24.60       | Tsige Duguma (ETH)                                                                     | 24.71    | Mgbemena Kelechi Cabri (ZIM) | 24.71                 |
| 400 metros               | Frehiywot Wondie (ETH)                                                                 | 54.43       | Mahilet Fikre (ETH)                                                                    | 55.45    | Nomatter Kafudzaruma (ZIM)   | 56.88                 |
| 800 metros               | Tigist Ketema (ETH)                                                                    | 2:05.85     | Josephine Chelangat (KEN)                                                              | 2:06.48  | Khadidja Benkacem (MAR)      | 2:08.26               |
| 1 500 metros             | Joyline Cherotich (KEN)                                                                | 4:30.57     | Fantu Worku (ETH)                                                                      | 4:30.76  | Almaz Samuel (ETH)           | 4:31.59               |
| 3 000 metros             | Joyline Cherotich (KEN)                                                                | 9:27.11     | Sandra Chebet (KEN)                                                                    | 9:27.59  | Meselu Berhe (ETH)           | 9:28.10               |
| 5 000 metros             | Meskerem Mamo (ETH)                                                                    | 15:37.13    | Sandra Chebet (KEN)                                                                    | 15:41.64 | Kalkidan Fentie (ETH)        | 15:49.63              |
| 100 metros barreiras     | Taylon Bieldt (RSA)                                                                    | 13.82       | Asmaa Baya Araibia (ALG)                                                               | 13.98    | Gebeyanesh Gadecha (ETH)     | 15.03                 |
| 400 metros barreiras     | Sara El Hachimi (MAR)                                                                  | 60.62       | Deme Abu (ETH)                                                                         | 61.18    | Chaima Ouanis (ALG)          | 63.16                 |
| 3 000 metros obstáculos  | Mekides Abebe (ETH)                                                                    | 10:11.80    | Maritu Ketema (ETH)                                                                    | 10:12.83 | Apenas 2 competidores        | Apenas 2 competidores |
| Revezamento 4×100 metros | Argélia · Menana Djihene Benselka · Asmaa Baya Araibia · Abdelaziz Ait · Chaima Ouanis | 48.44       | Zimbabwe · Alice Agostino · Gabri Mgbemena · Kudzai Violet Nyachiya · Masciline Watama | 51.19    | Apenas 2 equipes             | Apenas 2 equipes      |
| Revezamento 4×400 metros | Etiópia · Mahilet Fikre · Shimbira Niguse · Zinash Hunde · Frehiywot Wondie            | 3:48.19     | Etiópia · Marjoa Kahli · Chaima Ouanis · Manel Bendaska · Faten Laribi                 | 4:03.09  | Apenas 2 equipes             | Apenas 2 equipes      |
| 10 km marcha             | Ayalnesh Dejene (ETH)                                                                  | 52:14.73    | Yehualeye Beletew (ETH)                                                                | 52:15.14 | Souhila Azzi (ALG)           | 53:49.98              |
| Salto em altura          | Yvonne Robson (RSA)                                                                    | 1.74 m      | Fatima Elalaoui (MAR)                                                                  | 1.68 m   | Khadidja Manel Ameur (ALG)   | 1.65 m                |
| Salto com vara           | May Massika Mezioud (ALG)                                                              | 2.80 m      | Hassiba Kasmi (ALG)                                                                    | 2.60 m   | Apenas 2 finalizaram         | Apenas 2 finalizaram  |
| Salto em comprimento     | Asmaa Baya Araibia (ALG)                                                               | 6.02 m      | Zineb Ajalal (MAR)                                                                     | 5.68 m   | Fatimata Zougrana (BUR)      | 5.41 m                |
| Triplo salto             | Fatimata Zougrana (BUR)                                                                | 12.55 m (w) | Ajuba Oumede (ETH)                                                                     | 11.94 m  | Fatou Badji (SEN)            | 11.91 m               |
| Arremesso de peso        | Jana Steinman (RSA)                                                                    | 13.15 m     | Yolandi Stander (RSA)                                                                  | 12.72 m  | Ouidad Yesli (ALG)           | 11.68 m               |
| Lançamento de disco      | Yolandi Stander (RSA)                                                                  | 49.13 m     | Katia Hammoumraoui (ALG)                                                               | 38.17 m  | Naila Dehamnia (ALG)         | 35.05 m               |
| Lançamento de martelo    | Samira Addi (MAR)                                                                      | 56.29 m     | Juliane Claire (MRI)                                                                   | 45.55 m  | Azza Diff (TUN)              | 43.94 m               |
| Heptatlo                 | Jone Kruger (RSA)                                                                      | 4850 pts    | Afaf Benhadja (ALG)                                                                    | 4552 pts | Souleyma Ghannay (TUN)       | 3718 pts              |

## Quadro de medalhas
| Ordem | País            | Medalha de ouro | Medalha de prata | Medalha de bronze | Total |
| ----- | --------------- | --------------- | ---------------- | ----------------- | ----- |
| 1     | Etiópia         | 13              | 13               | 12                | 38    |
| 2     | África do Sul   | 12              | 4                | 1                 | 17    |
| 3     | Argélia         | 4               | 8                | 8                 | 20    |
| 4     | Quênia          | 4               | 4                | 2                 | 10    |
| 5     | Marrocos        | 3               | 4                | 5                 | 12    |
| 6     | Zimbabwe        | 3               | 3                | 3                 | 9     |
| 7     | Tunísia         | 2               | 1                | 3                 | 6     |
| 8     | Gâmbia          | 1               | 1                | 0                 | 2     |
| 9     | Burquina Fasso  | 1               | 0                | 1                 | 2     |
| 10    | Botswana        | 0               | 3                | 1                 | 4     |
| 11    | Ilhas Maurícias | 0               | 2                | 0                 | 2     |
| 12    | Senegal         | 0               | 1                | 1                 | 2     |
| 13    | Seicheles       | 0               | 0                | 1                 | 1     |

Legenda
| Recorde mundial       | Recorde mundial (World record)               |                       | Recorde africano                      | Recorde africano (African) |                                           | Q | Classificado por posição (Qualified) |
| Recorde do campeonato | Recorde do campeonato (Championship record)  | Recorde da América    | Recorde da América (Americas)         | q                          | Classificado por melhor tempo (Qualified) |   |                                      |
| Melhor marca do ano   | Melhor marca do ano (World leading)          | Recorde asiático      | Recorde asiático (Asian)              | DNS                        | Não largou (Did not start)                |   |                                      |
| Recorde nacional      | Recorde nacional (National record)           | Recorde europeu       | Recorde europeu (European)            | DNF                        | Não terminou (Did not finish)             |   |                                      |
| Recorde pessoal       | Recorde pessoal do atleta (Personal best)    | Recorde da Oceania    | Recorde da Oceania (Oceania)          | DSQ / DQ                   | Desclassificado (Disqualified)            |   |                                      |
| Recorde da temporada  | Recorde da temporada do atleta (Season best) | Recorde sul-americano | Recorde sul-americano (South America) | NM                         | Sem marca (No mark)                       |   |                                      |